# Wim Suurbier
Wilhelmus "Wim" Lourens Johannes Suurbier (Eindhoven, 16 de janeiro de 1945 – 12 de julho de 2020) foi um futebolista e treinador neerlandês, que atuava como defensor. Ele era uma ala que fazia parte da seleção neerlandesa e das equipes AFC Ajax da década de 1970.

## Carreira

### Clubes profissionais
Suurbier fez sua estréia no Ajax quando tinha 19 anos e jogou no clube durante 13 anos, durante toda a era mais bem sucedida até 1977, quando tinha 32 anos. 
Normalmente um lateral direito, Suurbier era conhecido pelo seu ritmo e resistência. Suurbier foi uma grande parte da equipe de futebol total dos anos 70, os "Doze apóstolos" do Ajax liderados por Johan Cruijff, que levantou a Liga dos Campeões três vezes seguidas. 
Em 1977, mudou-se para Schalke 04 mas jogou apenas uma temporada. Em 1979, ele se transferiu para o Los Angeles Aztecs na North American Soccer League. Ele jogou três temporadas em Los Angeles antes de se mudar para o San José Earthquakes para a temporada de 1982. No outono de 1982, a equipe foi rebatizada de Golden Bay Eathquakes e entrou na Major Indoor Soccer League.
Ele se aposentou no final da temporada para se tornar um treinador assistente no clube.

### Internacional
Ele jogou sessenta partidas e marcou três gols para o time de futebol nacional neerlandês de 1966 a 1978. Ele jogou nas Copas do Mundo de 1974 e 1978 onde os neerlandeses terminaram em segundo lugar, e também o Campeonato Europeu de Futebol da UEFA de 1976.

## Morte
Morreu no dia 12 de julho de 2020, aos 75 anos, de hemorragia intracerebral.

## Títulos

### Clube
Ajax
- Eredivisie: 1965-66, 1966-67, 1967-68, 1969-70, 1971-72, 1972-73, 1976-77
- Taça KNVB: 1967, 1970, 1971, 1972
- Liga dos Campeões: 1971, 1972, 1973
- Super Taça Europeia: 1972, 1973
- Copa Intercontinental: 1972

Seleção Holandesa
- Copa do Mundo FIFA:1974 e 1978 - Vice campeão
- Eurocopa: 1976 - Terceiro Lugar